# بورانچینو
بورانچینو (انگلیسی: Buranchino) یک شهرک در شهرستان مچتلینسکی استان باشقیرستان کشور روسیه است.